# Prawdziwe przekręty
Prawdziwe Przekręty (ang. The Real Hustle) – serial wyprodukowany przez Objective Productions, napisany i współprodukowany przez Alexisa Conrana oraz Paula Wilsona. Serial pokazuje oszustwa i przekręty, jakich używają zawodowcy na całym świecie (w serialu – w Anglii). Prezentowane są również triki magiczne oraz propozycje zakładów (czyli jak wygrać darmowego drinka w barze). W programie występują Alexis Conran, Paul Wilson oraz Jessica-Jane Clement.
Głównym założeniem programu jest prezentacja przekrętów i pokazanie ludziom, jak nie dać się oszukać.
W Polsce program emitowany jest na kanale BBC Entertainment.

## Historia
Serię emitowano jako spin off innego serialu, pt. Przekręt w związku z dużą jego popularnością. Poza tym oba seriale są obecnie kompletnie niezależne i o związku pomiędzy nimi wspomina się rzadko. Począwszy od sezonu 5 każda seria otrzymywała własny tytuł; np. seria 5 została nazwana Prawdziwe Przekręty:Las Vegas (oryg. The Real Hustle: Las Vegas"), gdzie zdecydowana część prezentowanych przekrętów odbywała się w Las Vegas, również w kasynach. Serię 6 nazwano High Stakes, gdzie prezentowane są oszustwa o dużym stopniu trudności (w serii 6 po raz pierwszy prezentuje się w jednym odcinku przekręt główny oraz kilka dodatkowych. Ten pierwszy dzielony jest na dwie części, a pomiędzy nimi prezentowane są właśnie te "poboczne" przekręty). Seria 7 to The Real Hustle on Holiday – czyli, jak łatwo się domyślić – "wakacyjne przekręty". Seria 8 nosi tytuł The Real Hustle: Undercover i oznaczana jest jako początek nowej serii pod tym właśnie tytułem.
Aktorzy występujący w serialu często do wykonywanych przekrętów używają dodatkowych pseudonimów. Alexis Conran – Ian Steele, Paul Wilson – Rob Marks, a Jessica-Jane Clement – Sue Windle, czasem też Suzie albo Tracy Rutherford.

## Przykłady przekrętów
- Oszuści często przebierają się za mundurowych lub służby specjalne, np. za policjantów czy celników. W jednym z takich przekrętów ekipa pokazuje, jak w ten sposób ukraść na granicy setki litrów alkoholu czy jak zwinąć oryginalną biżuterię podając się za policjanta.
- Oszuści pokazują również, jak ludzie łatwo nabierają się na loterie, niespodziewane wygrane oraz szczęśliwe losy i kupony.
- Prezentowanych jest tutaj również wiele technik "ulicznych", czyli przekrętów wykonywanych na ulicy. Chodzi o te mniejsze, jak sprzedawanie rzeczy, które w rzeczywistości są kompletnie bezużyteczne, jak i o te większe, jak wyłudzanie pieniędzy, a nawet danych osobowych.

## Krytyka
Seria została skrytykowana o to, że może prezentować wiele sposobów dla potencjalnych oszustów na wyłudzanie pieniędzy. Dodatkowo – oskarżono ją o wykorzystywanie niewinnych ludzi do prezentowania oszustw oraz przedstawiania ich w sposób często niemożliwy technicznie do wykonania (co mija się z celem).